# قازان تشال (بشاريات الشرقي)
قازان تشال (بالفارسية: قزان چال) هي قرية تقع في إيران في قسم بشاریات الشرقي الریفي. يقدر عدد سكانها بـ 276 نسمة.